# Bamessingué
Bamessingué est un village du Cameroun, chef-lieu de groupement et chefferie de 2e degré de la commune de Mbouda, situé dans le département des Bamboutos et la région de l'Ouest.

## Géographie
La chefferie est située à l'ouest de la route nationale 6 (axe Mbouda-Bafoussam) à 5 km au nord du chef-lieu communal Mbouda. 

## Histoire
Le chef Tatsapla prend la tête de la chefferie vers 1930, son fils Lontion Tapefo lui succède en 1947.

## Populations et sociétés
La population autochtone appartient à l'ethnie Ngombalé, elle peuple le groupement et le nord de la commune de Mbouda. Lors du recensement de 2005 (3e RGPH), on y a dénombré 16 653 habitants.

### Chefferie traditionnelle
La chefferie de Bamessingué est reconnue comme l'une des huit chefferies traditionnelles de 2e degré de l'arrondissement de Mbouda par l'administration  camerounaise. 

### Villages
Le groupement de Bamessingué est constitué de 16 villages : Bafacdjui, Bafemgha, Balegho, Bamalapa, Bamejing, Bamekack, Bamendou, Bametap, Bameté, Bametouo, Batoula, Batsinglac, Bawa, King-Place, Ndofou, Ngankou.    

### Cultes
La paroisse catholique Notre Dame du Rosaire de Bamessingué fondée en 2003 relève de la doyenné de Mbouda du diocèse de Bafoussam.